# Italia ai Giochi della XI Olimpiade
L'Italia partecipò ai Giochi della XI Olimpiade svoltisi a Berlino dal 1º al 16 agosto 1936, con una delegazione di 182 atleti.

## Medagliere

### Per disciplina[2]
| Sport            | Oro | Argento | Bronzo | Totale |
| ---------------- | --- | ------- | ------ | ------ |
| Scherma          | 4   | 3       | 2      | 9      |
| Atletica leggera | 1   | 2       | 2      | 5      |
| Pugilato         | 1   | 1       | 0      | 2      |
| Calcio           | 1   | 0       | 0      | 1      |
| Vela             | 1   | 0       | 0      | 1      |
| Canottaggio      | 0   | 2       | 0      | 2      |
| Ciclismo         | 0   | 1       | 0      | 1      |
| Pentathlon       | 0   | 0       | 1      | 1      |
| Totale           | 8   | 9       | 5      | 22     |

### Medaglie
| Medaglia | Atleta | Sport              | Evento                         |
| -------- | --- | ------------------ | ------------------------------ |
| Oro      | Ondina Valla | Atletica leggera   | 80 metri ostacoli              |
| Oro      | Italia | Calcio             | Torneo maschile                |
| Oro      | Ulderico Sergo | Pugilato           | Pesi gallo                     |
| Oro      | Giulio Gaudini | Scherma            | Fioretto individuale maschile  |
| Oro      | Manlio Di Rosa Giulio Gaudini Gioacchino Guaragna Gustavo Marzi Giorgio Bocchino Ciro Verratti                                                     | Scherma            | Fioretto a squadre maschile    |
| Oro      | Franco Riccardi | Scherma            | Spada individuale maschile     |
| Oro      | Edoardo Mangiarotti Giancarlo Cornaggia-Medici Saverio Ragno Franco Riccardi Giancarlo Brusati Alfredo Pezzana                                     | Scherma            | Spada a squadre maschile       |
| Oro      | Bruno Bianchi Domenico Mordini Enrico Poggi Giovanni Reggio Luigi De Manincor Luigi Poggi                                                          | Vela               | 8 metri                        |
| Argento  | Mario Lanzi | Atletica leggera   | 800 metri piani                |
| Argento  | Orazio Mariani Gianni Caldana Elio Ragni Tullio Gonnelli                                                                                           | Atletica leggera   | Staffetta 4×100 metri maschile |
| Argento  | Almiro Bergamo Guido Santin Tim. Luciano Negrini                                                                                                   | Canottaggio        | Due con maschile               |
| Argento  | Guglielmo Del Bimbo Dino Barsotti Oreste Grossi Enzo Bartolini Mario Checcacci Dante Secchi Ottorino Quaglierini Enrico Garzelli Tim:Cesare Milani | Canottaggio        | Otto maschile                  |
| Argento  | Bianco Bianchi Mario Gentili Armando Latini Severino Rigoni                                                                                        | Ciclismo           | Inseguimento a squadre         |
| Argento  | Gavino Matta | Pugilato           | Pesi mosca                     |
| Argento  | Saverio Ragno | Scherma            | Spada individuale maschile     |
| Argento  | Gustavo Marzi | Scherma            | Sciabola individuale maschile  |
| Argento  | Giulio Gaudini Gustavo Marzi Aldo Masciotta Vincenzo Pinton Aldo Montano Athos Tanzini                                                             | Scherma            | Sciabola a squadre maschile    |
| Bronzo   | Luigi Beccali | Atletica leggera   | 1500 metri piani               |
| Bronzo   | Giorgio Oberweger | Atletica leggera   | Lancio del disco maschile      |
| Bronzo   | Silvano Abbà | Pentathlon moderno | Individuale                    |
| Bronzo   | Giorgio Bocchino | Scherma            | Fioretto individuale maschile  |
| Bronzo   | Giancarlo Cornaggia-Medici | Scherma            | Spada individuale maschile     |

### Plurimedagliati
| Nome             | Sport   | Oro | Argento | Bronzo | Totale |
| ---------------- | ------- | --- | ------- | ------ | ------ |
| Giulio Gaudini   | Scherma | 2   | 1       | 0      | 3      |
| Franco Riccardi  | Scherma | 2   | 0       | 0      | 2      |
| Gustavo Marzi    | Scherma | 1   | 2       | 0      | 3      |
| Saverio Ragno    | Scherma | 1   | 1       | 0      | 2      |
| Giorgio Bocchino | Scherma | 1   | 0       | 1      | 2      |

## Risultati

### Calcio
| Atleta | Classifica |                   |
| --- | --- | ----------------- |
| V · D · M Nazionale italiana · Calcio ai Giochi Olimpici Estivi 1936 P Giani · P Vannucci · P Venturini · D Foni · D Gabriotti · D Marchini · D Petri · D Rava · D Tamietti · C Baldo · C Biagi · C Giuntoli · C Locatelli · C Piccini · C Puppo · C Scarabello · A Bertoni · A Cappelli · A Frossi · A Girometta · A Negro · A Nicolini · CT : Pozzo | Oro |                   |
| Nazionale italiana · Calcio ai Giochi Olimpici Estivi 1936 | |                   |
| P Giani · P Vannucci · P Venturini · D Foni · D Gabriotti · D Marchini · D Petri · D Rava · D Tamietti · C Baldo · C Biagi · C Giuntoli · C Locatelli · C Piccini · C Puppo · C Scarabello · A Bertoni · A Cappelli · A Frossi · A Girometta · A Negro · A Nicolini · CT: Pozzo                                                                       | P Giani · P Vannucci · P Venturini · D Foni · D Gabriotti · D Marchini · D Petri · D Rava · D Tamietti · C Baldo · C Biagi · C Giuntoli · C Locatelli · C Piccini · C Puppo · C Scarabello · A Bertoni · A Cappelli · A Frossi · A Girometta · A Negro · A Nicolini · CT: Pozzo | Italia (bandiera) |

### Pallacanestro
| Atleta | Classifica |
| --- | ---------- |
| V · D · M Nazionale italiana - Pallacanestro ai Giochi della XI Olimpiade Basso · Bessi · Castelli · Dondi · Franceschini · Giassetti · Marinelli · Mazzini · Novelli · Paganella · Pelliccia · Piana · Premiani . Ct.: Scuri · All. Guido Graziani | 7°         |
| Nazionale italiana - Pallacanestro ai Giochi della XI Olimpiade |            |
| Basso · Bessi · Castelli · Dondi · Franceschini · Giassetti · Marinelli · Mazzini · Novelli · Paganella · Pelliccia · Piana · Premiani. Ct.: Scuri · All. Guido Graziani                                                                            |            |